# Inlineskaten
Inlineskaten (IPA: [ˈɪnlaɪ̯nˌskɛɪ̯tn̩] anhörenⓘ) oder Inlineskating, auch Rollerblading, ist eine Art der Fortbewegung unter Verwendung des Schlittschuhschritts und sowohl eine Sportart als auch eine Möglichkeit zur Fortbewegung als Verkehrsteilnehmer. Dabei werden Inlineskates (einspurige Rollschuhe) verwendet.
Der Sport wird üblicherweise auf glatten Oberflächen wie Straßen, asphaltierten Wegen, Bürgersteigen, speziellen Plätzen, Hallen und Bahnen ausgeübt. Wenngleich es das Inlineskaten schon seit rund 200 Jahren gibt, verhinderte
die Konkurrenz zu den zweispurigen Rollschuhen die
Verbreitung. Dies änderte sich erst Anfang der 1990er Jahre nach einer
Phase als Trendsportart. Mittlerweile hat sich das Inlineskaten fest

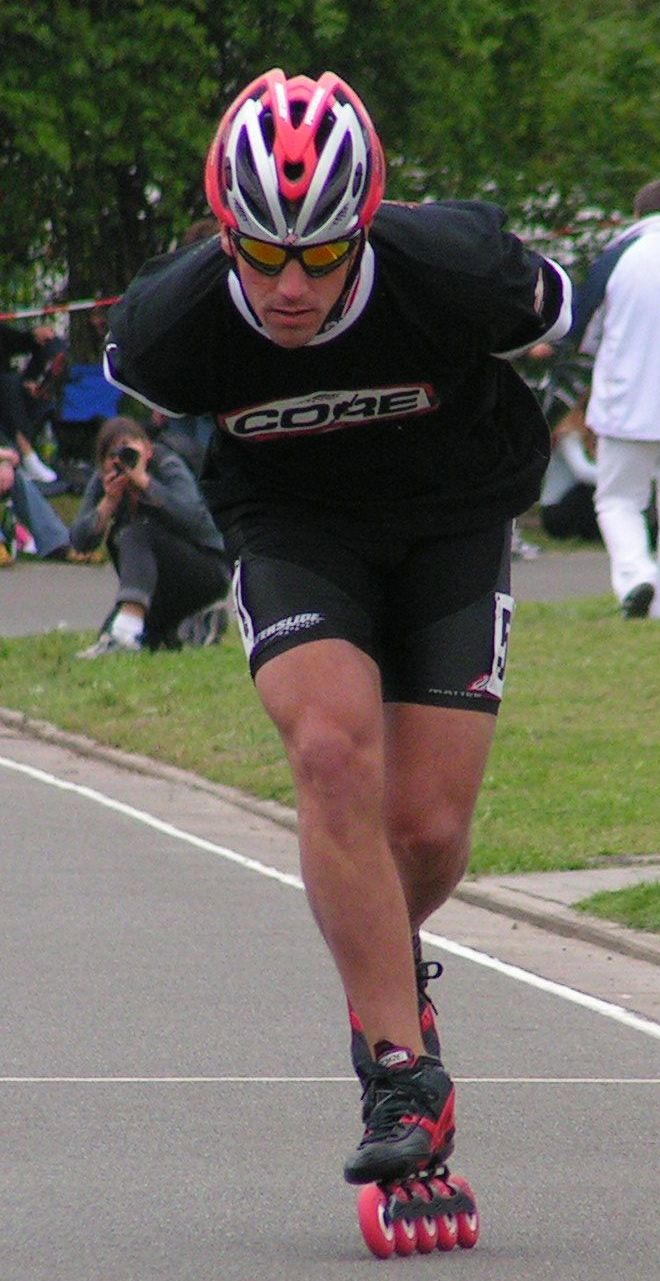
Chad Hedrick, der erfolgreichste Speedskater der Welt (2005)

etabliert.

## Geschichte

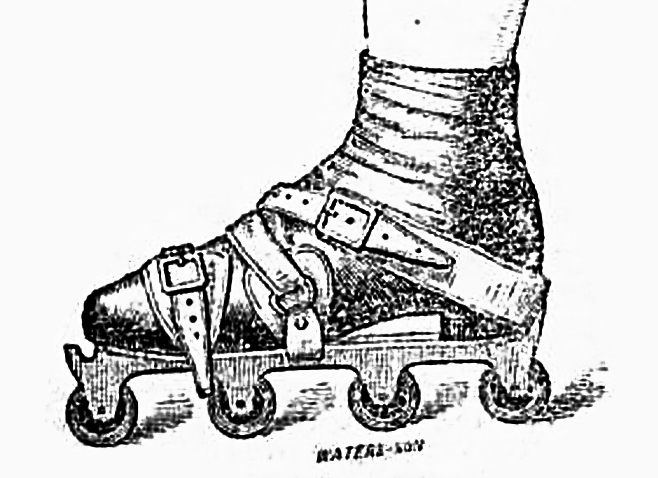
Reuben Shaler – 1861

Der Belgier Jean-Joseph Merlin entwickelte 1760 einen Schlittschuh mit zwei Metallrädchen an den Kufen, der eine Frühform der heutigen Inline-Skates darstellt. Die Grundidee wurde durch Holzrollen und Bremsen weiter verbessert. Robert John Tyers aus London konstruierte Schlittschuhe um, die er mit hintereinander stehenden Stahlrollen versah, das Patent wurde hierzu am 22. April 1823 erteilt.
Aufgrund der schlechten Straßenbeschaffenheit (Kopfsteinpflaster) blieb den frühen Inline-Skates der allgemeine Durchbruch jedoch verwehrt. 1863 entwickelte der Amerikaner James Leonard Plimpton die herkömmlichen Rollschuhe mit jeweils zwei nebeneinander angebrachten Rollen, die sich durch besseren Halt und leichtere Steuerbarkeit auszeichneten. Sie verdrängten die Vorläufer der Inline-Skates fast vollständig vom Markt.
Ab den 1960er Jahren gab es Konstruktionen aus der Sowjetunion und der DDR die als Schlittschuhersatz und Trainingsgerät dienten, aber nicht vermarktet wurden. Im DEFA-Film Die zertanzten Schuhe von 1977 sind (unfreiwillig) Schlittschuhimitate mit Rollen als Kufen zu sehen.
Am 6. Oktober 1970 meldete Friedrich Mayer ein Patent auf einen „Zwei-Rollen-Inline-Skate“ an, nachdem sich jedoch kein Hersteller fand, legte er sein Patent 1972 offen.
Unter dem Entwicklungsleiter Joe Hertz wurde bei SKF 1974 das System „Speedy“ entwickelt, welches im Grunde genommen ein Inline-Skate-Chassis mit passenden Rädern war, es kam 1977 auf den Markt und verfügte auch über einwechselbare Schlittschuhkufen. Da kein passender Schuh mit angeboten wurde, musste ein Käufer Schlittschuhe kaufen und die vorhandene Kufe entfernen lassen. Bereits 1978 wurde die Produktion wieder eingestellt, da man ein Konsumprodukt als nachteilig für das Produktportfolio betrachtete.
Über den werblichen Effekt für die Anwendung von Kugellagern hatte das Unternehmen kein großes Interesse das Produkt zu vermarkten, zusätzlich musste der Käufer Schlittschuhe erwerben und das Chassis tauschen.
Der Durchbruch gelang erst dem Eishockey-Spieler Scott Olson, der 1979 die Firma Rollerblade gründete, dieser gelang es unter der Eigentümerschaft von Benetton sich nicht nur zu etablieren, sondern auch die Rollschuhe zu verdrängen. 1995 wurden in Deutschland 3,5 Millionen Inline-Skates verkauft. Im selben Jahr wurden in Deutschland die ersten Instruktoren (Lehrer) durch die US-amerikanische IISA (International Inline Skating Association) ausgebildet. Hiermit wurde der Grundstein für inzwischen tausende Inlineschulen in ganz Deutschland gelegt. Nach dem Boom Anfang der 2000er Jahre haben sich die Verkaufszahlen für Inline-Skates stabilisiert.

## Ausrüstung

### Skates

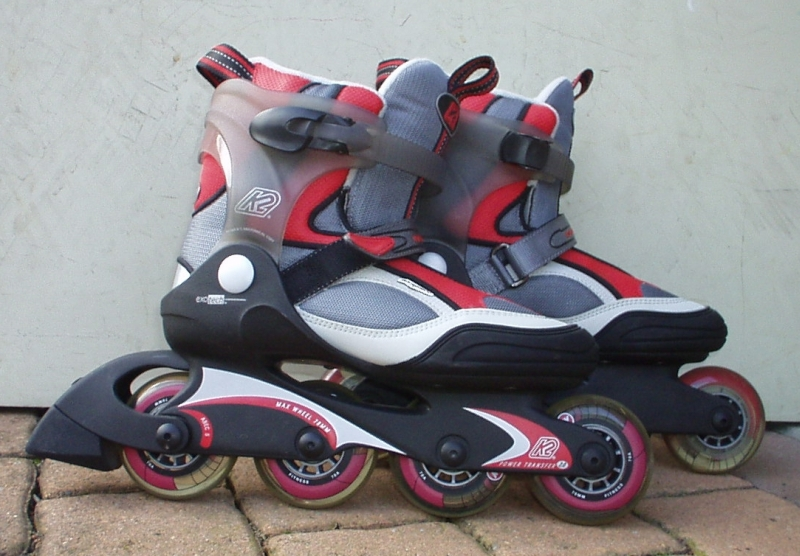
Softboots

Als Skate bezeichnet man die Einheit von Schuh, Schiene und Rollen. Je nach Anforderung gibt es verschiedene Arten von Skates wie Fitnessboot, Aggressive- oder Speedskates. Eine gute Passform des Skates ist aufgrund des erhöhten Stands wichtig.

### Schutzausrüstung
Die üblicherweise empfohlene Schutzausrüstung besteht aus einem fest sitzenden Helm sowie Knie-, Ellbogen- und Handgelenk-Protektoren.

## Grundelemente

### Fortbewegung
Die Fortbewegung beim Inlineskaten erfolgt durch den Schlittschuhschritt.
Die Beschleunigung nach vorne resultiert aus der Anstellung des Skates. Beim wechselseitigen Abdrücken zur Seite entsteht somit auch eine Kraftwirkung nach vorne. In der Beschleunigungsphase und bei niedriger Geschwindigkeit ist der Scherwinkel, mit dem die Skates angestellt werden, groß. Bei höherer Geschwindigkeit verkleinert sich dieser Winkel.

### Bremsen
Die beiden gebräuchlichsten Bremsverfahren sind die Fersenbremse und die T-Bremse.
Auch in der Pflugstellung oder durch Slalomfahren kann das Tempo vermindert werden. Schließlich gibt es auch Möglichkeiten, die Fahrt durch Querstellen der Skates abzubremsen (Powerslide).

#### Fersenbremse (Stopperbremse)
Der Skate mit dem Stopper wird soweit nach vorne geschoben, bis der Stopper den Boden berührt. Gleichzeitig wird das Körpergewicht auf den hinteren Skate ohne Bremse verlagert. Je tiefer man seinen Körperschwerpunkt dabei bringt, desto höher ist die Bremswirkung. Dabei wandert der Körperschwerpunkt auch nach hinten und verhindert ein Stürzen nach vorne. Im Vergleich zum T-Stopp sind die Kosten eines neuen Stoppers wesentlich günstiger als der Neukauf von Rollen.

Bei einigen Modellen von Inlineskates sind die Fersenstopper (meist nur einseitig) mit einer aktiven Bremse versehen, die den Stopper bei Strecken des Fußes durch eine Scherenmechanik auf den Boden drücken.

#### T-Bremse
Bei der T-Bremse wird aus der Schrittstellung heraus das Körpergewicht auf das vordere Bein verlagert und der hintere Inline-Skate quergestellt und auf die Fahrbahn gedrückt. Die beiden Skates beschreiben dabei ein T. Die T-Bremse ist motorisch deutlich schwieriger als die Fersenbremse. Der hinterhergezogene Skate kann ein Drehmoment um die Körperachse verursachen, wenn er nicht richtig aufgesetzt wird. Dies kann leicht zum Sturz führen. Nachteil der T-Bremse sind zudem ein einseitig hoher Verschleiß der Rollen und die relativ geringe Bremswirkung.

#### Die Schneepflugbremse
Bei dieser Bremsvariante bilden die Skates ein nach hinten geöffnetes V. Wie beim Skifahren müssen die Skates also driften, damit sie nicht ineinanderfahren. Da der Grip der Rollen auf trockenem Asphalt hoch ist, muss der Körperschwerpunkt möglichst tief und weit hinter den Skates sein. Die Bremswirkung dieser Technik ist hoch, jedoch ist es recht schwierig, die Balance zu halten.

#### Der Spin-Stop (Halbmondbremse)
Während man den Oberkörper verdreht, setzt man einen Fuß rückwärts zur Fahrtrichtung auf. Entsprechend dem Drehmoment wird ein Bogen oder Halbmond beschrieben, bis man zum Stehen kommt. Da man sich wie um einen imaginären Pfahl dreht, wird diese Technik auch „Laternenpfahlbremse“ genannt. Diese Bremstechnik kann nur bei geringen Geschwindigkeiten angewendet werden.

#### Der Powerslide
Hierbei handelt es sich um eine effiziente Bremstechnik mit einem mittellangen Bremsweg. Sie erfordert hohes Können, da extreme Kurvenlage und fein dosierter Kantendruck nötig sind. Dabei wird ein Skate (wie beim T-Stop) quer zur Fahrtrichtung gestellt. Jedoch wird der Skate nicht hinterhergezogen, sondern er setzt vor dem Körperschwerpunkt auf, und fast das ganze Körpergewicht stemmt sich gegen ihn. In der Standardvariante fährt man rückwärts an und hält den Körperschwerpunkt möglichst tief, dann stellt man den einen Skate quer vor den anderen. Der hintere Skate rollt rückwärts und stabilisiert dabei die Schräglage. Der Powerslide kann auf rutschigem Untergrund oder auf nasser Strecke eingeübt werden. Wenn der Skate nicht genau senkrecht zur Fahrtrichtung und vor dem Körperschwerpunkt geführt wird, kann wie beim T-Stop ein unerwünschter Drehimpuls entstehen.

#### Der Parallel-Slide
Auch Hockey Stop genannt. Man fährt vorwärts an und stellt beide Skates parallel quer zur Fahrtrichtung. Dies ist die effizienteste Bremsmethode, wenn auch sehr materialbelastend.

## Organisation
Die F.I.R.S. (Fédération Internationale de Roller Sports) ist der Weltverband für Rollsport, er koordiniert das sportliche Regelwerk und veranstaltet Weltmeisterschaften in den Disziplinen Rollhockey, Rollkunstlauf, Inline-Hockey, Alpin und Speedskating (ehemals Rollschnelllauf). Mitglieder der FIRS sind die nationalen Verbände: DRIV (Deutschland), ÖRSV (Österreich) usw.
Für die Kategorie Inlinekunstlauf ist auf internationaler Ebene die IIFSA (International Inline Figure Skating Association) und auf europäischer Ebene die EIFSA (European inline Figure Skating Association) zuständig, die Kategorie Inline-Skaterhockey wird international von der IISHF (International Inline Skater Hockey Federation) vertreten.

## Die offiziellen Disziplinen
Die offiziellen Disziplinen sind jene, welche vom Weltverband für Rollsport (F.I.R.S.) anerkannt sind und in welchen regelmäßig (jährlich) Weltmeisterschaften durchgeführt werden. Eine Ausnahme ist das Inline-Skaterhockey, welches von der IISHF organisiert wird.

### Rollkunstlauf
siehe Hauptartikel Rollkunstlauf
Rollkunstlauf ist aufgebaut wie Eiskunstlauf, nur auf Rollschuhen.  Wie beim Eislauf gibt es Paar- und Einzelwettkämpfe.

#### Inlinekunstlauf
Inlinekunstlauf ist seit einigen Jahren als eigene Disziplin 'Inline-Artistik' bei den Rollkunstlaufweltmeisterschaften vertreten.
Diese Sportart ist dem Eiskunstlauf noch näher als der Rollkunstlauf, da beim Inlinekunstlaufskate die Rollen hintereinander und in einer Wiege (ähnlich dem Schlittschuheisen) befestigt sind. Ein eleganter und wendiger Laufstil wird somit ermöglicht.
Auch ein Wechsel zwischen den Sportarten Eis- und Inlinekunstlauf ist jederzeit möglich, da die zu erlernende Technik (anders als beim Rollkunstlauf) sehr ähnlich ist.

### Inlinehockey (und Inline-Skaterhockey)

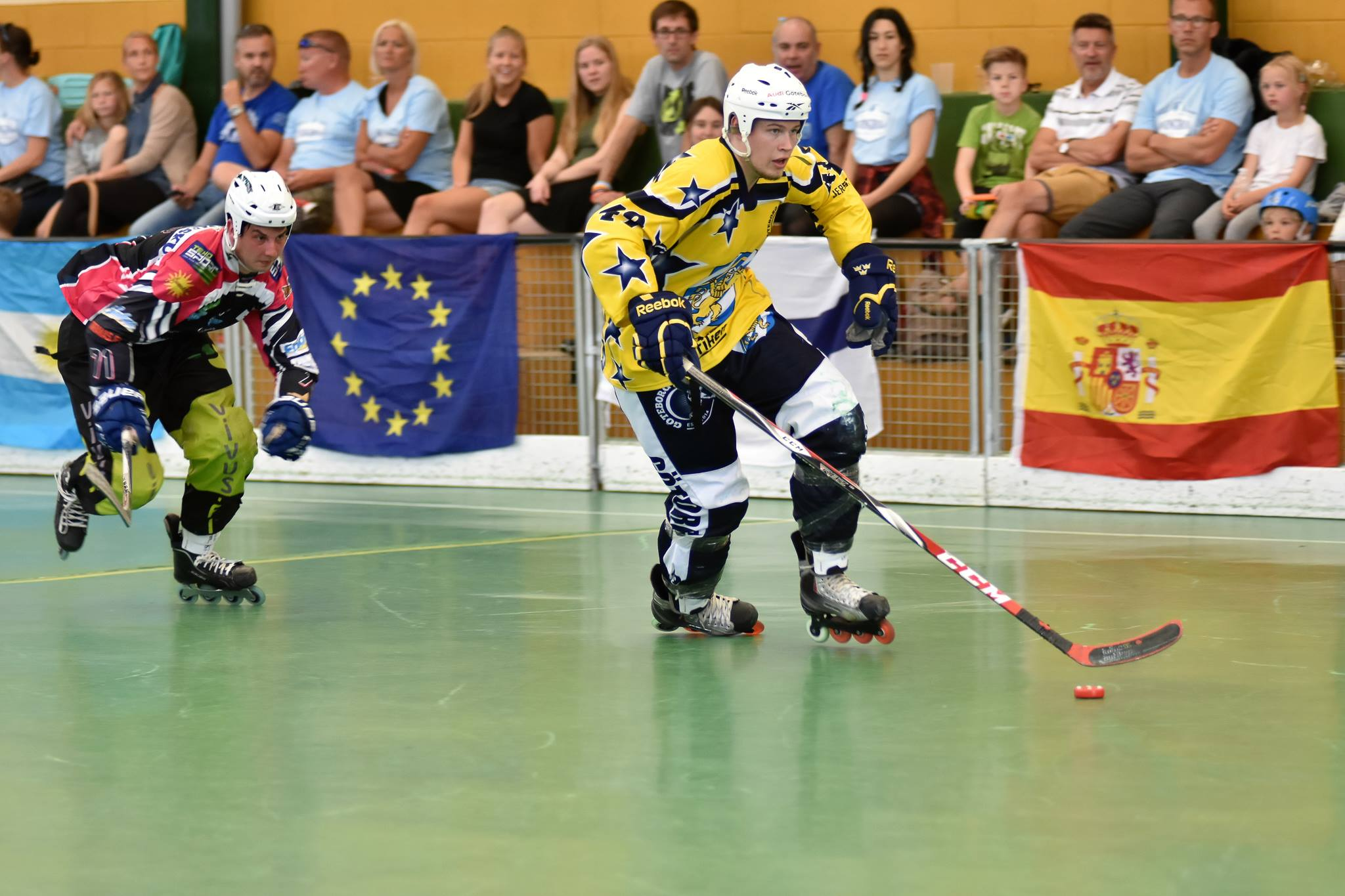
Inlinehockey-Spiel

Inlinehockey ist eine Ableitung aus dem Eishockey, statt mit Schlittschuhen auf dem Eis wird mit Inline-Skates körperlos auf geglättetem Beton oder speziellen Sportböden gespielt. Inline-Skaterhockey unterscheidet sich davon nochmal dadurch, dass mit Körper und ohne Abseits und Icing gespielt wird und statt eines Pucks ein Ball zum Einsatz kommt.

### Rollschnelllauf / Inline-Speedskating

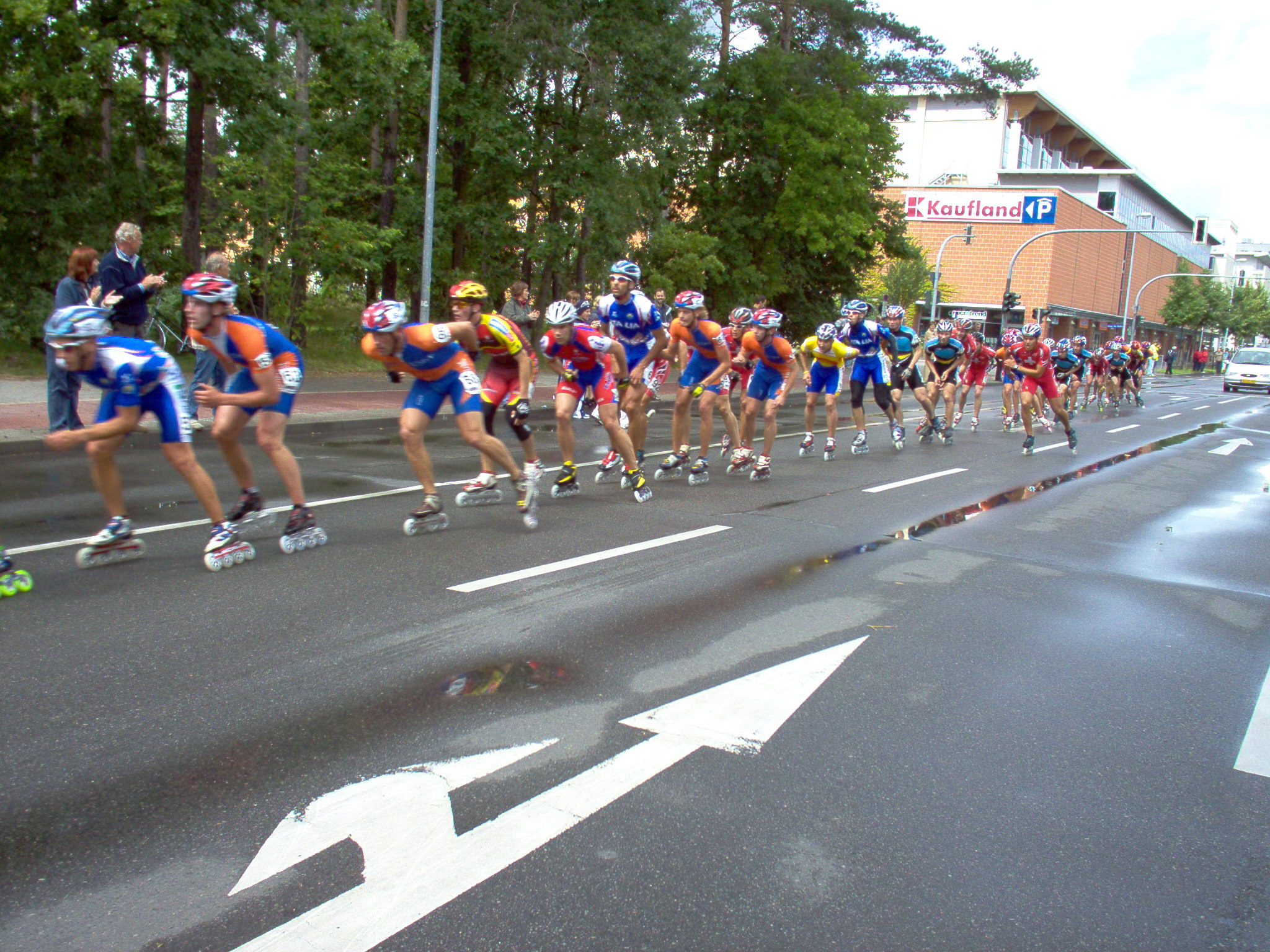
Inline-Speedskater beim Marathonrennen der Europameisterschaft (Straße) 2005 in Ludwigsfelde.

Bei dieser Variante des Sports geht es darum, möglichst als Erster mit der vordersten Rolle die Ziellinie zu überfahren. Die Renndistanzen variieren dabei zwischen dem Einzelsprint (ab 200 m) über die 1000 m Sprint bis hin zu Massenstartrennen über die Marathonlänge, oder noch längeren Distanzen, etwa One-Eleven (111 km) in der Schweiz, der Athens-2-Atlanta (86 Meilen ~ 138,4 km) in den USA oder die 24 Stunden von Le Mans (Frankreich).
Die Rennen werden entweder auf Rundkursen (100 m bis 400 m Bahn) mit zum Teil überhöhten Kurven oder auf Straßen durchgeführt.
Der Sport wird von Inline-Speedskatern, teils schon ab etwa dem vierten Lebensjahr, betrieben. Während es bei den Jugendlichen bei den Wettkämpfen um die Beherrschung des Sportgerätes geht, ist bei erwachsenen Sportlern neben der Kraft und der Ausdauer die Taktik von entscheidender Bedeutung. Es gilt, den Windschatten des Vordermannes auszunutzen, um Kraft zu sparen. Auch durch die Organisation der Fahrer in Teams ist der Verlauf eines Rennens am ehesten mit dem eines Bahn- oder straßenradrennens vergleichbar.
Die Ausrüstung eines Speedskaters besteht mindestens aus einem Fahrradhelm und einem Paar Speedskates. Diese bestehen aus drei Teilen, dem Schuh selbst, der Schiene und den Rollen. Im Allgemeinen sind diese Teile miteinander verschraubt und damit austauschbar. Die Position der Schiene relativ zum Schuh kann damit variiert werden. Während die Schiene früher meist fünf Rollen (selten größer als 84 mm) aufnahm sind nun vier (größere) Rollen Standard. Die Klappschiene aus dem Eisschnelllauf hat sich beim Inlinen nicht durchgesetzt. Die Rollen haben mittlerweile meist einen Durchmesser von 110 mm. (Zwischen 2005 und 2007 lag die maximal erlaubte Rollengröße bei 100 mm.). Mit der Neueinführung des Triskate (3 × 125 mm), welche allerdings nur auf der Straße ausgetragenen Wettkämpfen erlaubt sind, gab es jedoch nochmal einen erheblichen technischen Vorteil. Die Länge der Schiene inklusive Rollen darf einen halben Meter nicht überschreiten. Die Schuhe sind zumeist knöchelhoch. Sie bestehen aus einer Karbonschale, die innen mit Leder ausgepolstert ist. Das Tragen eines Helms ist nach internationalem Reglement Pflicht.
Der nach Anzahl der Teilnehmer größte Inlinewettbewerb der Welt ist der Berlin-Marathon. Die führenden Nationen sind die Schweiz, Kolumbien, Italien, USA, Südkorea, Frankreich, Argentinien, Taiwan, Chile und Neuseeland. Mit 50 Weltmeistertiteln ist Chad Hedrick der erfolgreichste Inline-Speedskater. Durch das Erringen der Goldmedaille im Eisschnelllauf bei den Olympischen Winterspielen 2006 in Turin (nach nur drei Jahren Training auf dem Eis) hat er maßgeblich für die Steigerung des Stellenwerts des Sports gesorgt.

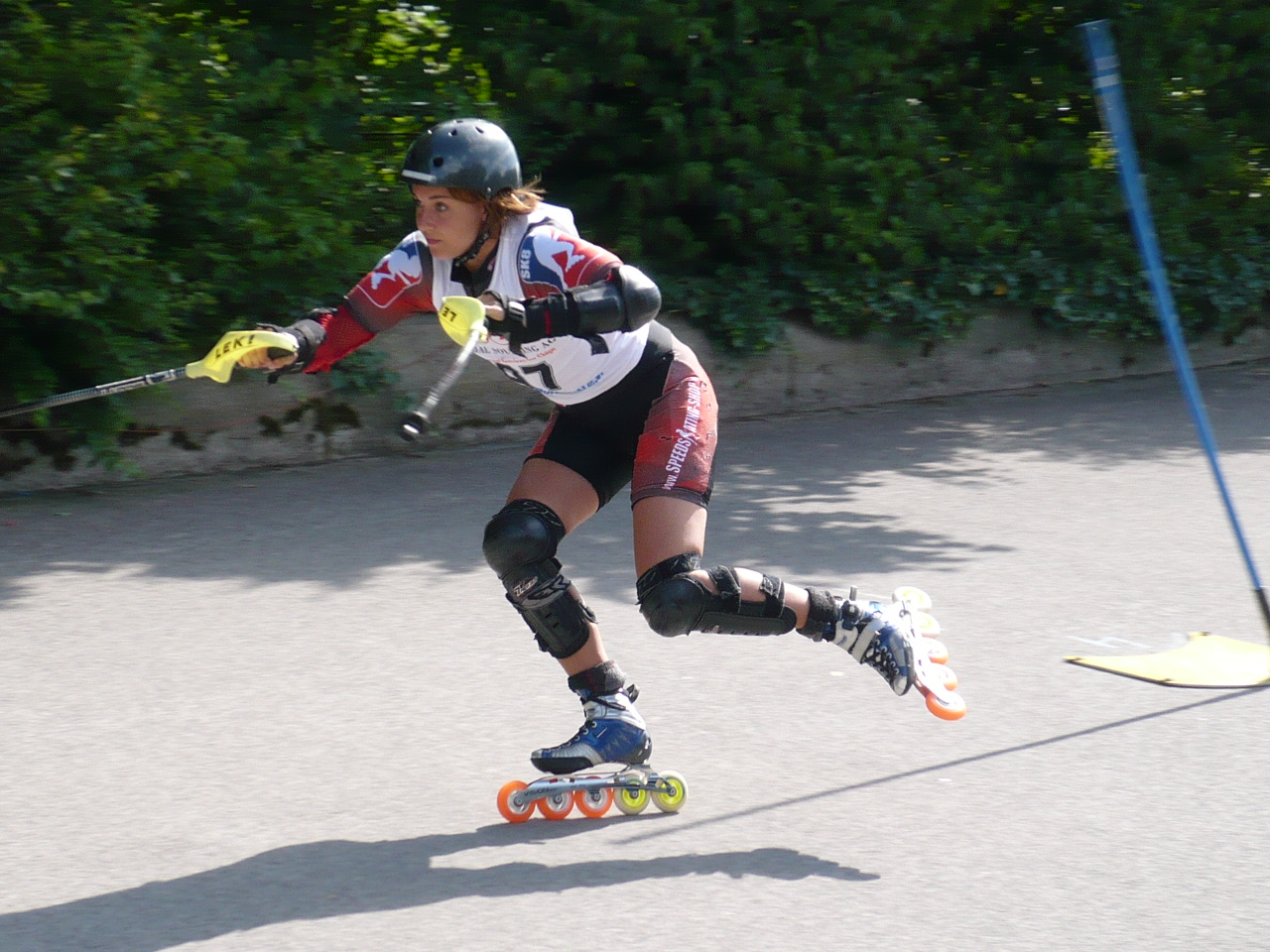
Meisterschaft im Slalom 2008 in München.

### Inline Alpin
Beim Inline Alpin geht es darum, möglichst schnell eine Straße (mit einem Gefälle von 6 % bis 15 %) bergab zu fahren, wobei mittels Stöcken Kippstangen (bei Slalom, Riesenslalom, Parallelslalom) zu umfahren sind. Ähnlich wie beim Skifahren zerfällt Inline Alpin in die Disziplinen Slalom, Riesenslalom, Parallelslalom und Downhill (Abfahrt). Die verwendeten Skates haben 4 oder 5 Rollen. Die Rollengröße variiert zwischen 80 mm und 110 mm. Die Schutzausrüstung besteht aus Helm (oft mit Kinnschutz), Knie- und Ellenbogenschützern sowie Rücken- und Brustprotektoren. Die Stöcke sind mit einem Schlagschutz versehen.
Die erste Weltmeisterschaft fand am 6. Juni 2004 in Assling statt. Die führenden Nationen sind Deutschland, Österreich, Italien und die Schweiz.
Diese Sportart weist viele Parallelen zum alpinen Skisport auf und wurde ursprünglich als Sommertraining für die Wintersportler entwickelt.

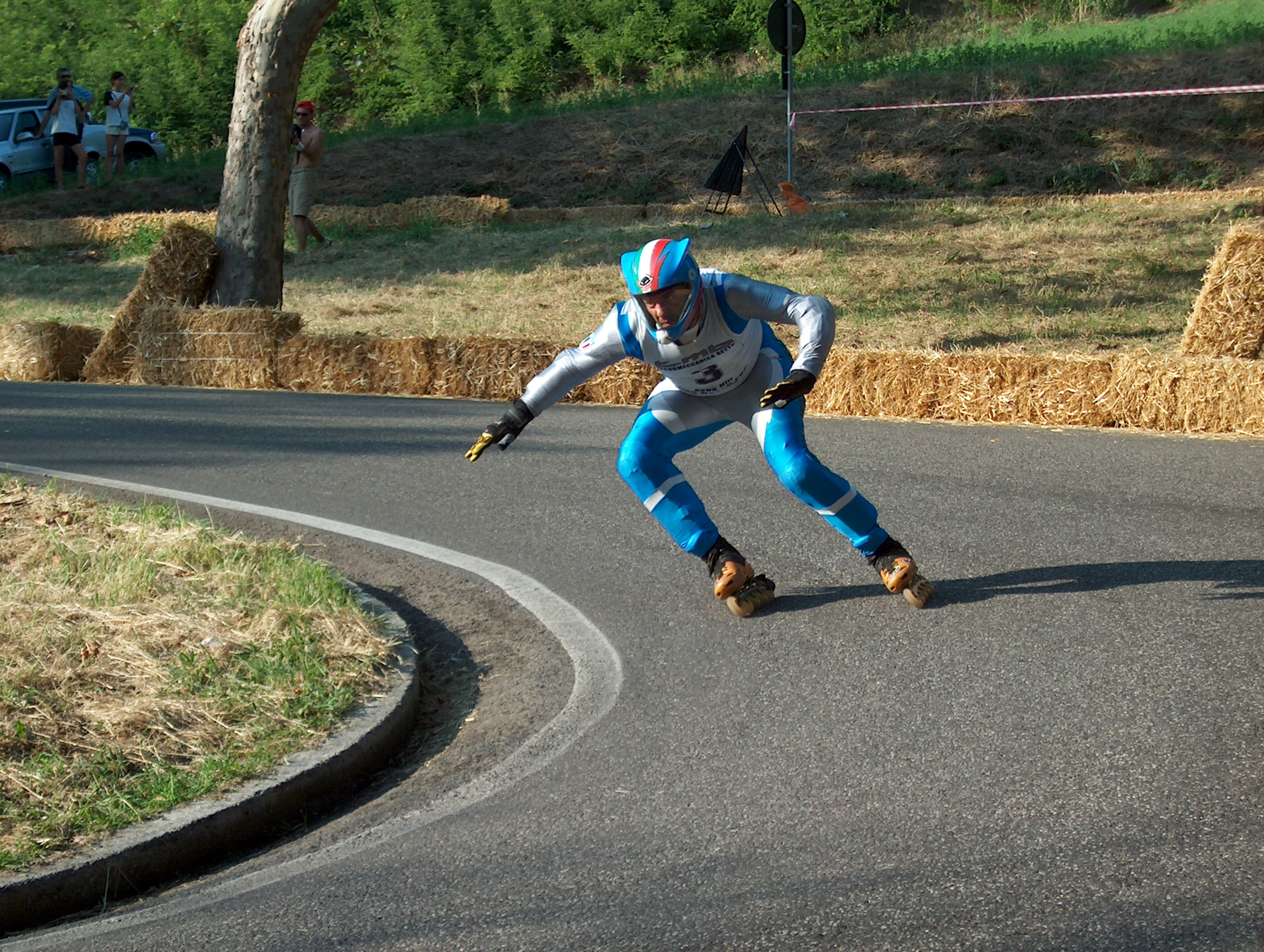
Inlinedownhill

Inlinedownhill ist eine Form des Inline Alpin, bei der eine asphaltierte Strecke bergab gefahren wird. Eine übliche Downhill-Strecke hat ein durchschnittliches Gefälle von 7 bis 13 Prozent und mehrere Haarnadelkurven. Die Durchschnittsgeschwindigkeit liegt bei etwa 60 km/h. Auf manchen Strecken werden jedoch Geschwindigkeiten von rund 110 km/h erreicht. Seit Mitte der 1990er werden im Europa- und Weltcup regelmäßig Rennen durchgeführt, seit dem Jahr 2000 werden jährlich durch die F.I.R.S. Weltmeisterschaften durchgeführt.

## Die Trendsport-Varianten

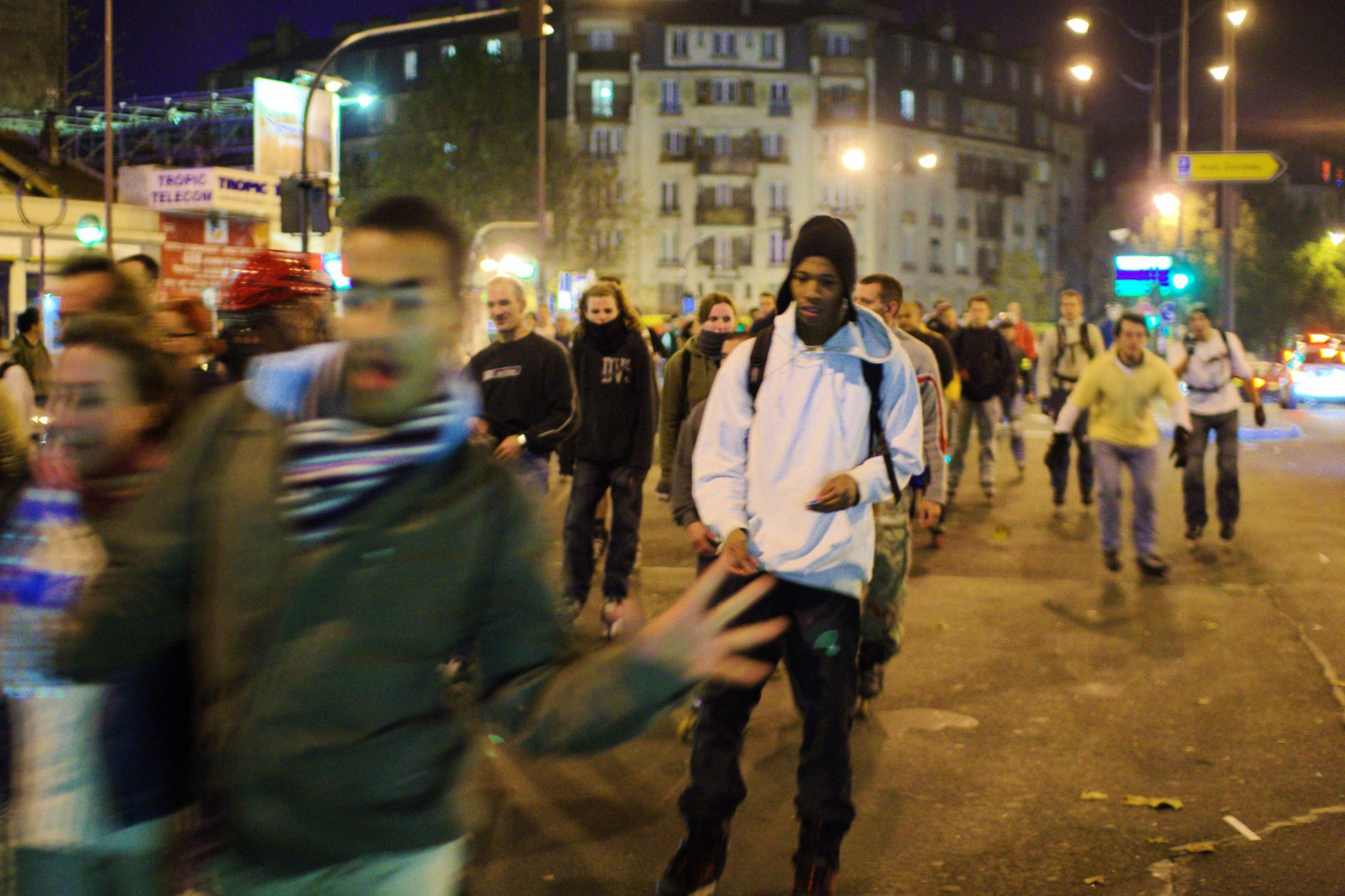
Pari Roller in Paris

### Fitness
Diese Variante ist für alle Altersgruppen geeignet und wird von den meisten Einsteigern dauerhaft weiter betrieben. Motivation kann Erholung, Gruppen- und Landschaftserlebnis, Gesundheitsförderung oder Ausdauertraining sein.
Es wird eine Fülle verschiedener Breitensportveranstaltungen angeboten:
- Skatenights, in der Regel nach Feierabend oder nachts,
- Inlinetreffs, in der Regel wöchentlich abends unter der Woche,
- Skaterläufe, in der Regel tagsüber am Wochenende, wie beispielsweise Rhine on Skates im Mittelrheintal (135 km, 2007: 1200 Teilnehmer) oder das Filstal-Skating im Südwesten, oder auch
- Veranstaltungen mit Wettkampfcharakter

Egal ob im Rahmen von Veranstaltungen oder als Einzelfahrer kann Fitness-Skaten mit etwas Übung und gemäßigter Fahrweise auf geeigneten Strecken auch gut mit geeigneten Kinderwagen oder Rollstühlen unternommen werden, Integration Behinderter kann so optimal realisiert werden, und Familien müssen nicht aufgrund des Nachwuchses auf gemeinsame sportliche Aktivitäten verzichten.
Verwendet werden meistens Softboots mit Bremse.

### Nordic Skating / Nordic Blading
Analog zum Nordic Walking ist das Nordic Skating zu sehen. Hierbei werden Stöcke eingesetzt, um die Vorwärtsbewegung auch mit dem Oberkörper zu unterstützen. Dies hat besonders auf steilen Anstiegen beträchtliche Vorteile. Beim Nordic Blading entstehen ganz eigene Bewegungsmuster, die in keiner Weise mit dem Speedskaten zu vergleichen sind. Technisch sind das Speedskaten und das Nordic Skaten recht unterschiedlich. Das Speedskaten ist eher mit dem Eisschnelllauf vergleichbar, das Nordic Skating eher mit der Technik im Skilanglauf. Deutschland und besonders Bayern sind führend in der Sportart. Die Streckenlängen liegen in der Regel zwischen 5 km und 21 km.

### Freestyle-Slalom

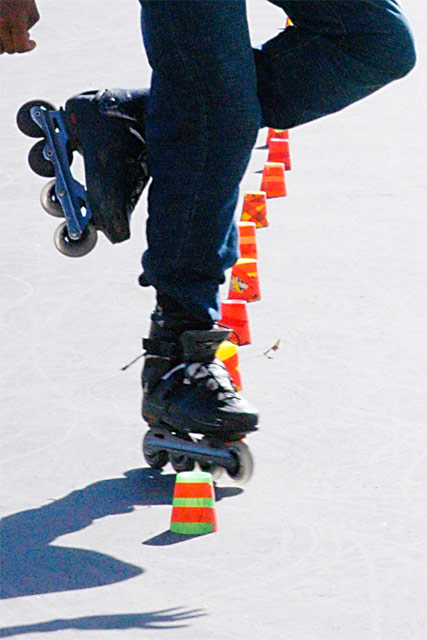
Inlineskater im Slalomkurs

Beim Freestyle-Slalom gilt es, möglichst trickreich eine mit Kegeln markierte Strecke abzufahren.
Regeln: Bei Meisterschaften sind bis zu drei mit je 20 Kegeln besetzte Strecken zu durchfahren. Die Strecken sind im Abstand von 50, 80 und 120 cm von Kegelmitte zu Kegelmitte mit 8 cm breiten und 8 bis 10 cm hohen Kegeln besetzt. Der Skater hat in einem oder mehreren Läufen 90 Sekunden Zeit, auf den Bahnen möglichst viele und schwere Figuren vorzuführen. Die Figuren werden mit Punkten zwischen 0 und 100 bewertet. Abzüge gibt es für umgeworfene Kegel (0,5 Punkte), Stürze (2 bis 5 Punkte) und ausgelassene Kegelreihen (10 Punkte). Bei mehreren Läufen wird der beste gewertet.
Die wichtigsten Meisterschaften finden in Paris (WorldCup), Monza, London und Moskau statt.
Für Freestyle-Slalom eignen sich Schuhe mit relativ kurzer „gerockter“ Schiene, mittelgroßen, harten (Hockey-)Rollen und ohne Fersenbremse. Für privates Üben bieten sich leere, wegen des Windes mit einem Steinchen beschwerte Filmdosen an.
2011 fand in der Arena Geisingen die 5. Weltmeisterschaft im Freestyle-Slalom statt.

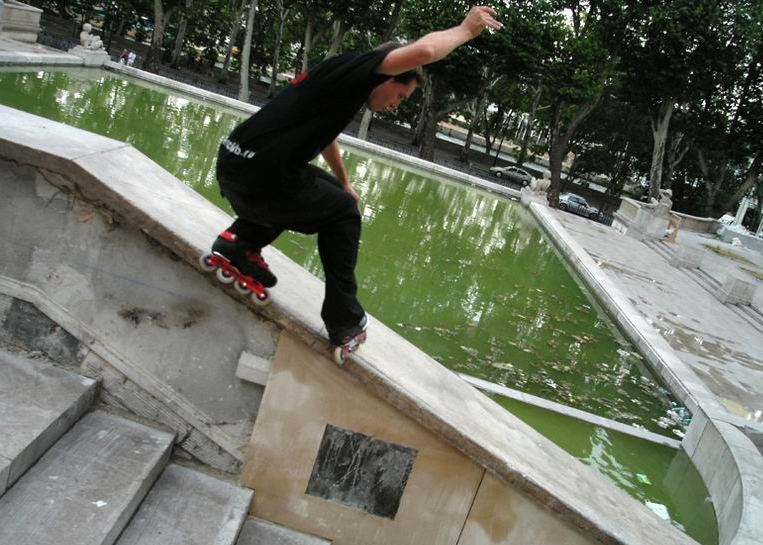
Streetskater beim „Grinden“

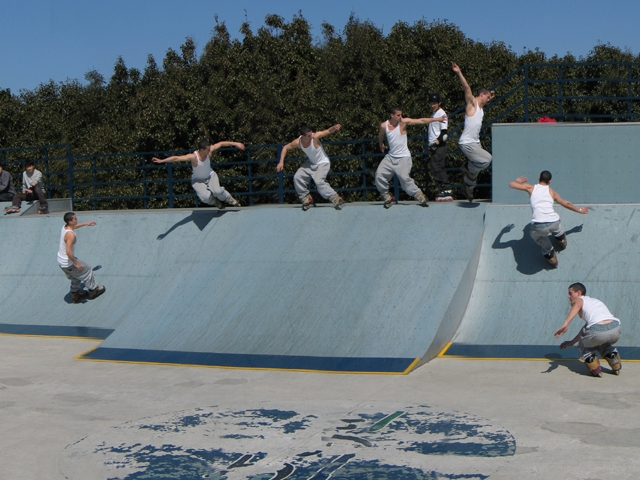
Skater im Skatepark

### Aggressive Inline
Der Begriff wird von den aktiven Sportlern selbst nicht mehr gebraucht dient vor allem bei den Händlern zur Produktklassifizierung. Ähnlich selten genutzte Synonyme sind Stunt- und Freestyleskaten. Gebräuchlicher sind die drei Unterkategorien Streetskaten, Parkskaten und Vertskaten.
Beim Streetskaten wird meist an öffentlichen Plätzen in Städten geskatet. Hier werden die Tricks kreativ entweder an den im städtischen Raum vorzufindenden Hindernissen (obstacles), Geländerabsperrungen, Treppen, Geländer und ähnliches. Beim Streetskaten kommt es durch die Nutzung des öffentlichen Raumes und den oft mit dem Skaten einhergehenden Sachbeschädigungen und Lärmentwicklungen gelegentlich zu Konfrontationen mit Anwohnern, Haus- und Grundstückseigentümern sowie den Ordnungskräften. Ein für das Streetskaten geeignetes Terrain wird Spot genannt.
Parkskaten findet in einer künstlich angelegten Hindernislandschaft statt. Die Skateparks – teilweise aus Holz, aber auch aus Metall oder Beton gebaut, sind dem städtischen Raum in skate-optimierter Form nachempfunden.
Daneben gibt es den Bereich Vert (von englisch vertical, deutsch senkrecht). Hier wird in einer speziell dafür geschaffenen Halfpipe gefahren, einer im Profil U-förmig konstruierten Anlage, in welcher der Skater zwei gegenüberliegende, im oberen Teil senkrechte Steilwände (vert) befährt, die durch Rundungen (transitions) mit einer dazwischenliegenden, waagerechten Ebene (flat) verbunden sind. Die Tricks werden im Vertskaten entweder als Flugtricks (airs) oberhalb der Steilwand durchgeführt oder aber an der meistens mit einem Stahlrohr (coping) versehenen Abschlusskante der Steilwand (liptricks). Eine populäre Abwandlung der Halfpipe ist die Miniramp, eine niedriger ausgeführte Konstruktion ohne den vertikalen Anteil der Steilwand. Weiter die Spineramp, das sind 2 Viertelrohre (Quarter Pipes) aneinander gestellt, so dass quasi eine Spitze mit 2 copings entsteht.
Aufgrund der starken Materialbeanspruchung sind spezielle Inline-Skates unerlässlich. Da meist an den Inlinern keine Bremsblöcke sind und somit mit den Rollen gebremst wird, müssen diese regelmäßig erneuert oder an eine andere Stelle am Inliner verschoben werden. Bei aktuellen Modellen ist meist eine abschraubbare Schiene standardisiert. Des Weiteren wurde das UFS (Universal Frame System) eingeführt, welches durch gleiche Anordnung der Befestigungsschrauben bei allen Schienen der in diesem Sport vertretenen Herstellern ein Zusammenstellen von verschiedenen Skates und Schienen ermöglicht. Eine seitliche Auflagefläche zwischen Schuh und Schiene (Soulplate) hat das Grinden – also das Gleiten auf Hindernissen – revolutioniert. Bei vielen Grinds wird auch die Schiene benutzt. Um dieses zu erleichtern, nehmen viele Skater die Rollen in der Mitte der Schiene heraus. Viele Hersteller von Schienen verzichten auch gleich auf die Rollen in der Mitte und ersetzen sie durch einen speziell geformten Plastikblock, der die Gleitfähigkeit erhöht. Grinds werden überwiegend an Geländern und Metallstangen (rail) oder Steinkanten (curb) ausgeführt.
Für Tricks haben sich wie in vielen anderen Funsport-Arten englische Begriffe eingebürgert. Eine detaillierte Auflistung ist unter Inlineskatetricks zu finden.

### Inline-Basketball
Inline-Basketball (IBB) wird auf normalen Basketballfeldern gespielt und lehnt sich auch sehr stark an die Regeln des Basketballs an. Schrittregeln werden durch Sekundenregeln ersetzt. Dadurch, dass die Teilnehmer sich auf Skates fortbewegen, hat das Spiel eine andere Dynamik als normales Basketball und gestaltet sich gleichzeitig etwas komplizierter, da man die eigene Geschwindigkeit beim Korbwurf kompensieren muss. IBB erfordert hohe Sicherheit und Wendigkeit auf Skates. Es wird ohne Handschoner gespielt, weil sonst der Ball nicht kontrolliert werden kann. Als Skates werden Fitness- oder Hockey-Skates benutzt, die wendig sind und einen schnellen Antritt ermöglichen.

### Inline-Fußball
Inline-Fußball (auch Roller-Soccer genannt) wird gerne von Speedskatern im Training gespielt. Die Regeln sind ähnlich denen des Hallenfußballs. Gespielt wird entweder auf abgetauten Eishockeyfeldern (dort dann auf Hockeytore) oder in Handballhallen (dort dann auf Handballtore).

## Rechtliche Situation

### Deutschland

Zusatzzeichen Inline-Skaten und Rollschuhfahren frei in der seit 2013 gültigen deutschen Straßenverkehrs-Ordnung

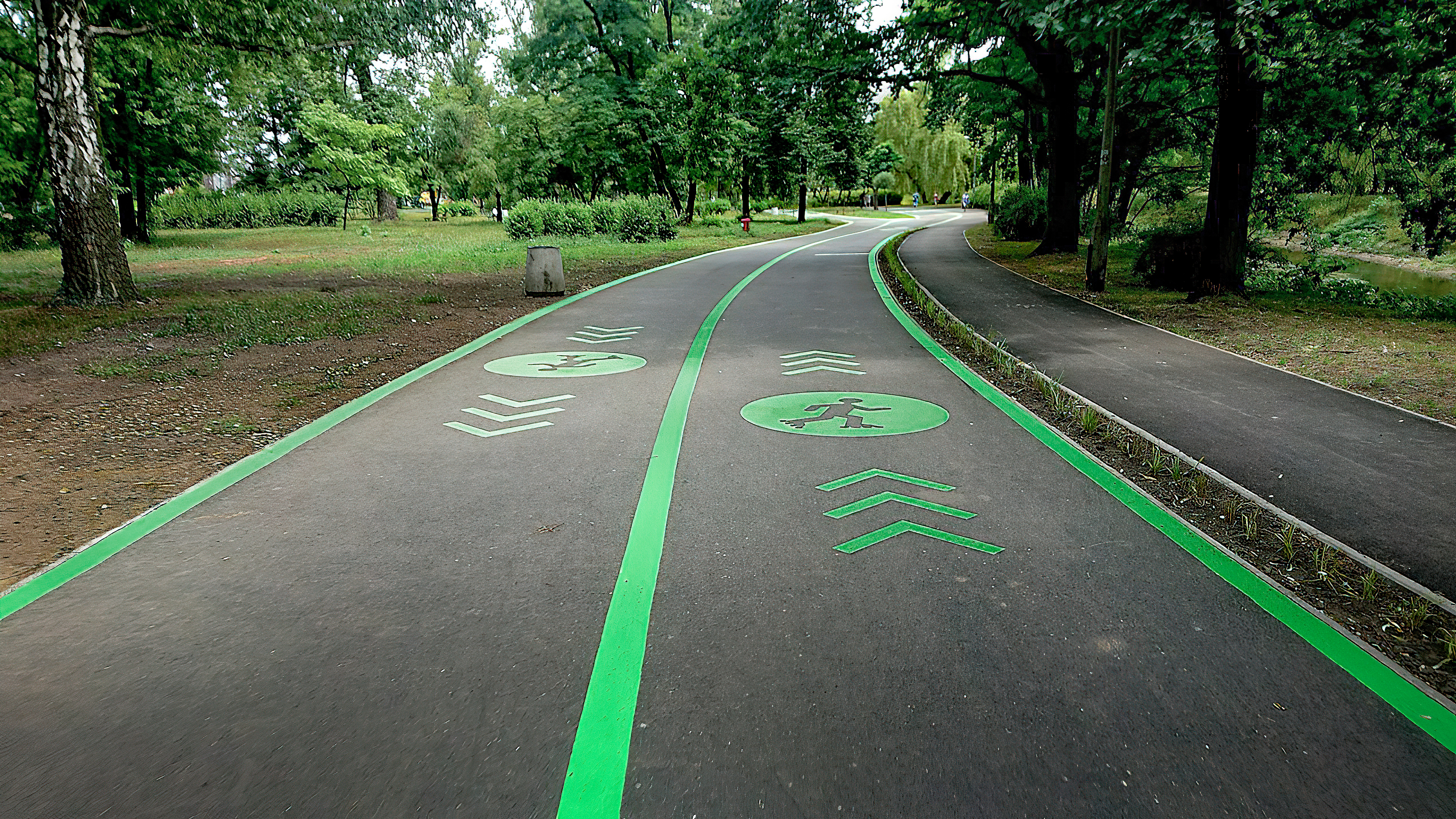
Gesonderte Spuren in einem Park in Polen

Inlineskater müssen den Gehweg oder Seitenstreifen benutzen, soweit vorhanden und benutzbar; für sie gelten die Regeln für Fußgänger. Durch das Zusatzzeichen „Inline-Skater und Rollschuhfahren frei“ kann Inline-Skaten und Rollschuhfahren auf der Fahrbahn oder dem Radweg zugelassen werden.
Die rechtliche Stellung von Inlineskatern war lange Zeit strittig. Eine Auffassung war die, dass im deutschen Straßenverkehrsrecht Inlineskater als Fußgänger gelten und Inlineskates nach der Straßenverkehrs-Ordnung als Spielgeräte anzusehen seien. Nach anderer Lesart wären Inlineskates „der Bauart und Bestimmung nach für Geschwindigkeiten größer als Schrittgeschwindigkeit“ ausgelegt und deswegen als Fahrzeuge zu werten; damit müssten sie auf der Fahrbahn fahren.
Der Bundesgerichtshof hat im Jahr 2002 geurteilt, dass Inlineskater bis zu einer gesetzlichen Regelung der Gruppe der besonderen Fortbewegungsmittel zugeordnet werden. Diese gesetzliche Regelung erfolgte inzwischen und manifestiert diese Einstufung (§ 24 StVO). Inlineskater gelten also rechtlich als Fußgänger, die damit auf dem Fußweg fahren müssen, auf Straßen ohne Fußweg außerorts am linken Straßenrand, innerorts am linken oder rechten Straßenrand.
Da für den Tatbestand von „Trunkenheit im Verkehr“ (§ 316 StGB) ein Fahrzeug Voraussetzung ist, Inline-Skates aber nicht als solches anerkannt wurden, werden sie von dieser Vorschrift nicht erfasst.
Die Novellierung der Straßenverkehrsordnung zum 1. September 2009 hat in § 31 ein Zusatzzeichen mit Inlineskater-Piktogramm eingeführt, das Inlineskatern die Benutzung der Fahrbahn, insbesondere in Tempo-30-Zonen und Fahrradstraßen, sowie Radverkehrsanlagen erlauben kann. Ohne entsprechende Beschilderung bleibt das Befahren von Radwegen in Deutschland für Inlineskater verboten.

### Österreich
In Österreich ist das Befahren von Gehsteigen, Gehwegen und Fußgängerzonen mit Rollschuhen (der Gesetzgeber kennt hier nur den Überbegriff, welcher auch traditionelle Rollschuhe umfasst) grundsätzlich erlaubt, solange dabei niemand gefährdet oder behindert wird. Die Benutzung von Radwegen ist ebenfalls erlaubt, innerorts dürfen auch Radfahrstreifen benutzt werden. Ansonsten ist die Benutzung der allgemeinen Fahrbahn in Längsrichtung nicht erlaubt, queren sehr wohl. Den Fahrgästen des Öffentlichen Verkehrs ist es verboten
die Fahrzeuge „mit Rollschuhen oder Inline Skates zu betreten“ – gemäß Kraftfahrliniengesetz (aus 2001).

### Eine Problemstelle in/bei Graz
Seit um 1990 wird in Graz die Radroute nächst dem rechten Murufer südlich von Auer-von-Welsbach-Straße und Gasrohrsteg sehr beliebt mit Skates befahren. Die asphaltierte Straße namens Reitweg ist allgemein auch für Kfz offen, wird seitlich von Wiesenstreifen begleitet, die durch Läufer und Fahrzeuge am Rand vegetationsfreies Bankett sind. Es wurde wegen geringer Fahrzeugfrequenz kein Gehsteig errichtet. Kurz nachdem ein Alltagsskater hier um 2013 von der Polizei als Teilnehmer an einer Radtour nach Maribor gestraft wurde, errichtete die Holding Graz Tafeln auf Masten mit der unter Anführungszeichen gesetzten Willenserklärung „Skaten erlaubt“ samt Firmenlogo. Zwar haben die Tafeln keine Rechtskraft, doch seitdem wurde keine Polizeistrafe mehr bekannt.
Wenige Kilometer weiter hatte die hier angrenzende Gemeinde Feldkirchen bei Graz Skaten verboten auf die Radroute im Wald gemalt. Ein Stück weiter führte die Radroute an der Mur durch eine Unterführung unter der Autobahn-Murbrücke. Diese hat relativ steile Rampen und wurde nach Einschwemmen von Schlamm durch Hochwasser von der Gemeinde Feldkirchen oder ASFINAG nur zögerlich geräumt. Seit etwa 2023 befindet sich die Autobahnbrücke im Umbau, die Radroute wird seitdem etwas murferner durch eine flachere Unterführung umgeleitet. Das gemalte Skateverbot ist Stand 2024 verwittert oder wurde entfernt.
In verkehrsarmen Straßen in Graz wird Skaten auf der Fahrbahn von der Polizei mitunter geduldet, verwarnt, insbesondere wenn auf den Gehsteig ausgewichen wird, oder auch gestraft. Bei der angemeldeten, bewilligten und polizeibegleiteten Sportveranstaltung Cityskating werden sparsam fliegend von skatenden Guides und wenigen Motorradpolizisten abgesperrte Straßen mit Skates befahren.

### Schweiz
In der Schweiz gelten gemäß 'Strassenverkehrsgesetz' (SVG) die Inlineskates als sogenannte 'fäG' (fahrzeugähnliche Geräte). Sie dürfen überall dort eingesetzt werden, wo sich Fußgänger bewegen dürfen, außerdem auch auf Radwegen und bei geringem Verkehrsaufkommen auf Nebenstraßen. Hauptstraßen sind nicht erlaubt. Sie haben sich an Fußgänger- und 'fäG'-Verbotstafeln (Verbotstafel mit einem Inlineschuh darauf) zu halten. Nachts ist vorne ein weißes und hinten ein rotes Licht zur Markierung anzubringen. 'fäG' haben gleiche Rechte wie Fußgänger, so auch am Fußgängerstreifen.